# Règlement de l'Union des villes taurines françaises
Lire en ligne

Texte en pdf, sur le site de l’UVTF

Le règlement de l’Union des villes taurines françaises est l’ensemble des prescriptions édicté par l’Union des villes taurines françaises (UVTF) qui s’applique à ses villes-membres. Il date de 1972 et reste toujours en vigueur.

## Présentation
Ce règlement est largement inspiré du Règlement des spectacles taurins espagnol. L’Union des villes taurines françaises invite ses villes-membres à le rendre obligatoire par arrêté municipal. Toutes ne l’ont pas fait, mais dans ces communes, ainsi que dans les communes taurines qui ne sont pas membres de l’UVTF, ce règlement est appliqué coutumièrement. De nombreux ouvrages font référence à cette disposition légale,,.
Lors de son assemblée à Orthez, l’UVTF, association loi de 1901 créée  à Arles  en 1966, a édicté un règlement applicable dans toutes le arènes françaises, y compris dans les villes qui ne sont pas adhérentes à l’association. Une réunion annuelle a lieu en fin d’année dans une ville différente. En 2009, elle se tenait à Mont-de-Marsan.

## Contenu

### Extrait du Préambule
La célébration des corridas dans les villes de l’Union des villes taurines de France est légale, et par conséquent, exclue de sanctions prévues par l'article 521-1 du code pénal concernant « des sévices graves ou actes de cruauté envers les animaux. »
Quel que soit le propriétaire des arènes, et quel que soit l’organisateur, le maire est seul responsable du maintien de l’ordre public dans sa commune à l’occasion de la célébration des corridas ou autres spectacles taurins, et doté de pouvoirs de police lui permettant d’assurer ce maintien.
Le présent règlement est établi dans le respect de l’objet poursuivi par l’Union des villes taurines françaises qui est le contrôle de la préparation, de l’organisation et du déroulement des spectacles taurins ainsi que des opérations et activités s’y rattachant, en vue de garantir les droits et intérêts des spectateurs et personnes y prenant part, et en empêchant notamment que soient commis des abus dans la présentation de animaux destinés à être combattus.

### Texte intégral
Le texte intégral du règlement est mis à la disposition du public sur le site de l’Union des villes taurine françaises. Lire chaque article par chapitre du  règlement taurin